# 甘英 (1923年)
甘英（1923年11月—2019年4月15日），北京人，中华人民共和国政治人物。曾任北京同仁医院党委副书记，中共北京市纪律检查委员会常委，北京市政协第六、七届委员会副主席等职务。

## 生平
1943年春参加工作，1943年夏加入中国共产党。